# بسباج
بِسْبَاج أو سرخس الشفة (الاسم العلمي: Myriopteris)، جنس نباتات سرخسية من رتبة السرخسيات. وفصيلة الديشارية. يضم 43 نوع. وأكبر تنوع لهُ يوجد في المكسيك، وهناك أنواع أخرى يمتد موطنها من جنوب غرب كندا إلى جنوب تشيلي، وهناك نوع واحد مستوطن في جنوب إفريقيا.